# Craterellus peckii
Craterellus peckii är en svampart som beskrevs av R.H. Petersen 1976. Craterellus peckii ingår i släktet Craterellus och familjen kantareller.   Inga underarter finns listade i Catalogue of Life.